# Dálnice A3 (Albánie)
Dálnice A3 v Albánii spojuje hlavní město Tirana s Elbasanem v centrální části země. Výhledově má vést až do měst Berat a Tepelenë v jižní části země. K roku 2021 je dokončeno 31 km dálnice.
Dálnice má podobu stavby v profilu 2+2 jízdní pruhy. 
Dálnice je vedena horským terénem. Ve své severní části prochází údolím řeky Erzenit, poté je vedena tunelem a v jižní části směrem k městu Elbasanu. Na dálnici se celkem nachází 21 mostů a 2 tunely s celkovou délkou 2,3 km.
Dálnice byla budována nejprve ze severní strany jako rozšíření původního silničního přivaděče okolo Tirany. Stavební práce byly zahájeny v březnu 2011. Dne 29. dubna 2011 začala ražba tunelu Krrabë. Dokončení stavebních prací bylo plánováno na červen 2013, nicméně vzhledem k sesuvu půdy nebyla stavba nejprve otevřena celá, ale jen některé její části. Dálnice byla dána do užívání v celém úseku z Tirany do Elbasanu v létě 2019. Díky tomu bylo možné převést značné dopravní vytížení ze silnice SH 3, která vedla např. v okolí vesnice Mushqeta v náročném terénu na bezpečnější a modernější komunikaci.
Celkové náklady na úsek z Tirany do Elbasanu by měly činit 440 milionů eur. Financování je částečně poskytnuto Islámskou rozvojovou bankou.